# Khoudir Aggoune
Khoudir Aggoune (arabisch خضير عقون, DMG Ḫuḍīr ʿAqqūn; * 5. Januar 1981 in Souk El-Thenine) ist ein ehemaliger algerischer Leichtathlet, der sich auf den Langstreckenlauf spezialisiert hat. Aktuell ist er Inhaber des Landesrekordes über 10.000 Meter.

## Sportliche Laufbahn
Erste Erfahrungen bei internationalen Meisterschaften sammelte Khoudir Aggoune bei den Crosslauf-Weltmeisterschaften 2000 in Vilamoura, bei denen er nach 24:34 min auf den 24. Platz im Juniorenrennen gelangte. Im Oktober belegte er dann bei den Juniorenweltmeisterschaften in Santiago de Chile in 14:01,16 min den sechsten Platz im 5000-Meter-Lauf. Im Jahr darauf schied er bei den Weltmeisterschaften im kanadischen Edmonton mit 13:43,95 min in der Vorrunde über 5000 Meter aus und anschließend belegte er bei den Mittelmeerspielen in Tunis in 14:10,08 min den sechsten Platz. Bei den Crosslauf-Weltmeisterschaften 2002 in Dublin erreichte er nach 12:47 min Rang 26 über die Kurzdistanz und im August belegte er bei den Afrikameisterschaften in Radés in 13:34,96 min den vierten Platz über 5000 Meter. Im Jahr darauf verpasste er bei den Hallenweltmeisterschaften in Birmingham mit 7:54,59 min den Finaleinzug im 3000-Meter-Lauf und kurz darauf wurde er bei den Crosslauf-Weltmeisterschaften in Lausanne in 11:45 min 27. über die Kurzdistanz. Im August schied er bei den Weltmeisterschaften nahe Paris mit 13:56,41 min in der Vorrunde über 5000 Meter aus, ehe er bei den Arabischen Meisterschaften in Amman in 13:59,2 min die Goldmedaille gewann. Zudem belegte er bei den Afrikaspielen in Abuja in 13:53,15 min den achten Platz. 2004 schied er bei den Hallenweltmeisterschaften in Budapest mit 7:55,94 min im Vorlauf über 3000 Meter aus und im Sommer kam er bei den Olympischen Sommerspielen in Athen mit 13:29,37 min nicht über die Vorrunde über 5000 Meter hinaus. Im September gelangte er beim IAAF World Athletics Final in Monaco mit 13:30,53 min auf den zwölften Platz, ehe er bei den Panarabischen Spielen in Algier in 13:24,73 min die Goldmedaille gewann.
Bei den Crosslauf-Weltmeisterschaften 2004 in Saint-Étienne gelangte er nach 12:16 min auf den 24. Platz über die Kurzdistanz und anschließend gewann er bei den erstmals ausgetragenen Islamic Solidarity Games in Mekka in 14:11,32 min die Silbermedaille über 5000 Meter hinter dem Marokkaner Adil Kaouch. Im Juli gewann er bei den Mittelmeerspielen in Almería in 13:30,54 min die Bronzemedaille hinter seinem Landsmann Ali Saïdi-Sief und Hicham Bellani aus Marokko. Im Jahr darauf wurde er bei den Crosslauf-Weltmeisterschaften 2006 in Fukuoka in 11:17 min 16. über die Kurzdistanz und im August belegte er bei den Afrikameisterschaften in Bambous in 14:10,06 min den achten Platz über 5000 Meter. 2007 belegte er bei den Afrikaspielen in Algier in 13:25,91 min den achten Platz und anschließend schied er bei den Weltmeisterschaften in Osaka mit 13:47,36 min in der Vorrunde aus. Im November belegte er dann bei den Panarabischen Spielen in Kairo in 13:43,03 min und 29:30,14 min jeweils den vierten Platz über 5000 und 10.000 Meter. Im Jahr darauf qualifizierte er sich im 10.000-Meter-Lauf für die Olympischen Sommerspiele in Peking, ging dort aber nicht an den Start. Bei den Crosslauf-Weltmeisterschaften 2009 in Amman wurde er in 36:55 min 35. im Einzelbewerb und bei den Crosslauf-Weltmeisterschaften 2011 in Punta Umbría landete er nach 35:55 min auf dem 34. Platz. Im Juli gelangte er bei den Militärweltspielen in Rio de Janeiro mit 29:52,71 min auf den elften Platz über 10.000 Meter. In den folgenden Jahren bestritt er nur noch vereinzelt Wettkämpfe, ehe er 2018 seine aktive sportliche Karriere im Alter von 37 Jahren beendete.
In den Jahren 2002 und 2005 sowie 2006 und 2007 wurde Aggoune algerischer Meister im 5000-Meter-Lauf. 

## Persönliche Bestzeiten
- 1500 Meter: 3:38,15 min, 28. Juni 2007 in Straßburg
- 3000 Meter: 7:43,63 min, 10. August 2003 in Berlin
  - 3000 Meter (Halle): 7:49,17 min, 4. Februar 2007 in Gent
  - 2 Meilen (Halle): 8:29,75 min, 23. Februar 2003 in Liévin
- 5000 Meter: 13:10,16 min, 20. Juni 2006 in Huelva
- 10.000 Meter: 27:58,03 min, 6. Juni 2008 in Saint-Maur-des-Fossés (algerischer Rekord)